# Nunatta Qitornai
Nunatta Qitornai (en danés Vort lands efterkommere, Descendents de la Nostra Terra) és un partit independentista de Groenlàndia. Es va crear al 2017 liderat per l'ex-ministre Vittus Qujaukitsoq, que provenia del partit Siumut.

## Història
Al febrer de 2016, Vittus va ser traslladat del càrrec d'Afers Exteriors del govern groenlandès del Primer Ministre Kim Kielsen, passant a la cartera d'Indústria, Treball i Comerç en el seu segon gabinet. El 24 d'abril de 2017 seria rellevat, provocant que Vittus desafiés a Kielsen per a la presidència de Siumut a la conferència de juliol, sent derrotat amb un resultat de 19 i 48 vots respectivament.
Al setembre de 2017, Vittus Qujaukitsoq presentaria el seu nou partit, que comptaria amb la presència de l'ex-Primera Ministra Aleqa Hammond i d'altres membres escindits de Siumut, advocant per una independència ràpida de Groenlàndia, la descentralització de l'administració i l'establiment de 17 municipis en funció de la distribució de la població.
A les eleccions de 2018 aconseguirien un escó, participant als diversos gabinets que es formarien fins a la següent legislatura. Tanmateix, a les eleccions de 2021 perdrien la representació al Parlament.

## Resultats electorals

### Parlament de Groenlàndia
| Any  | Vots  | %        | Escons | ±   | Govern            |
| ---- | ----- | -------- | ------ | --- | ----------------- |
| 2018 | 1,002 | 3.4 (#7) | 1 / 31 | Nou | Coalició          |
| 2021 | 639   | 2.4 (#6) | 0 / 31 | 1   | Extraparlamentari |

### Folketing
| Any  | Vots            | %               | Escons | ±   |
| ---- | --------------- | --------------- | ------ | --- |
| 2019 | 1622            | 8.11 (#4)       | 0 / 2  | Nou |
| 2022 | did not contest | did not contest | 0 / 2  | =   |

### Eleccions locals
| Any  | Vots | %   | Escons | +/- |
| ---- | ---- | --- | ------ | --- |
| 2021 | 243  | 0.9 | 0 / 81 | Nou |